# خورخه کاردیل
خورخه کاردیل (اسپانیایی: Jorge Cardiel‎؛ زادهٔ ۲۳ آوریل ۱۹۲۴) بازیکن بسکتبال اهل مکزیک بود. وی در بازی‌های المپیک تابستانی ۱۹۴۸ و ۱۹۵۲ شرکت کرده‌است.